# Trần Việt Kiều
Trần Việt Kiều là một tướng lĩnh Công an nhân dân Việt Nam, hàm Trung tướng. Ông hiện giữ chức vụ Cục trưởng Cục Kỹ thuật nghiệp vụ, Bộ Công an (Việt Nam) .

## Tiểu sử
Trần Việt Kiều Nhân là đảng viên Đảng Cộng sản Việt Nam. Ông có trình độ Cao cấp lí luận chính trị.
Chiều ngày 2 tháng 6 năm 2020, Thứ trưởng Nguyễn Duy Ngọc trao quyết định của Bộ trưởng điều động Đại tá Trần Việt Kiều, Phó Cục trưởng Cục Kỹ thuật nghiệp vụ đến nhận công tác và bổ nhiệm giữ chức vụ Viện trưởng Viện Khoa học hình sự, Bộ Công an (Việt Nam).
Trước tháng 1 năm 2022, ông được Chủ tịch nước Cộng hòa xã hội chủ nghĩa Việt Nam phong quân hàm Thiếu tướng Công an nhân dân Việt Nam.

## Lịch sử thụ phong cấp bậc hàm
| Năm thụ phong | –      | 2021        |
| ------------- | ------ | ----------- |
| Quân hàm      |        |             |
| Cấp bậc       | Đại tá | Thiếu tướng |